# Castelo Gwydir

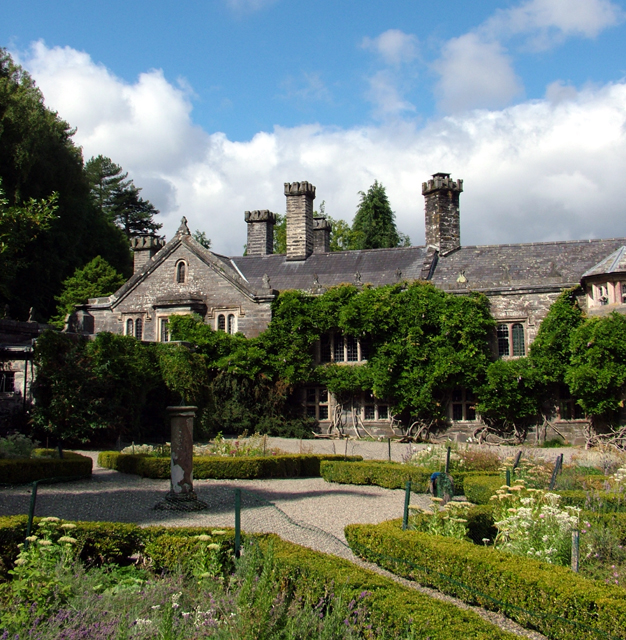
Castelo Gwydir, País de Gales.

O Castelo Gwydir (em língua inglesa Gwydir Castle) é um castelo localizado em Trefriw, Conwy, País de Gales. 
Encontra-se classificado no grau "I" do "listed building" desde 17 de março de 1953.